# Кайтани, Яоко
Яоко Кайтани  (настоящее имя — Сумико Каия) (яп. 貝谷 八百子, 28 марта 1921, Омута, Фукуока — 5 марта 1991) — японская артистка балета, хореограф, балетмейстер

.

## Биография
Родилась в богатой семье владельца шахты.
Училась классическому танцу у русского педагога Э. Павловой в Токио.
В 1942 году организовала балетную труппу «Кайтани барэдан», где поставила балеты классического наследия «Золушка» С. Прокофьева, «Щелкунчик», «Лебединое озеро» П. И. Чайковского, «Коппелия» Л. Делиба (в 1951 году спектакли «Золушка» и «Щелкунчик» были удостоены премии японского фестиваля искусств).
Создала новые балеты «Саломея» Акира Ифукубэ (1948), «Порги и Бесс» на музыку Гершвина (1955), «Жанна д’Арк» Онеггера (1959) и исполнила в них главные партии.
В балетных постановках в собственной труппе исполняла партии: Одетта-Одиллия, Джульетта, Коппелия, Золушка и др. Первая исполнительница партии Одетты — Одиллии в Японии (1946, пост. Масахидэ Комаки).
В 1961 году посетила СССР, занималась в Московском хореографическом училище.
По возвращении поставила «Корсар» А. Адана и Ц. Пуни (1961), в котором использовала опыт русской и советской балетмейстерской школы.
Вела педагогическую деятельность, руководила балетной школой. В 1965 году основала и была руководителем Института искусств.

## Награды
- Орден Драгоценной короны 4 степени
- награждена медалью Почёта c синей лентой
- Премия танцевального искусства (1949)